# Martina Fischer (Politikwissenschaftlerin)
Martina Fischer (* 26. Dezember 1958) ist eine deutsche Politikwissenschaftlerin mit Schwerpunkt Friedens- und Konfliktforschung.
Fischer studierte Politikwissenschaft am Otto-Suhr-Institut der FU Berlin und promovierte dort mit einer Dissertation zum Verhältnis von Militär und Gesellschaft in Spanien. Sie arbeitete am Institut für Friedensforschung und Sicherheitspolitik an der Universität Hamburg (1988–89), in einem von der VW-Stiftung geförderten Projekt für die Berghof Stiftung/FU-Berlin (1989–92) und in den Folgejahren in enger Kooperation mit wissenschaftlichen Einrichtungen in Madrid (CSIC und CIP). In den Jahren 1998 bis 2016 war sie in wissenschaftlichen und publizistischen Projekten sowie in diversen Managementfunktionen für die Berghof Stiftung für Konfliktforschung in Berlin tätig, eine unabhängige Forschungseinrichtung an der Schnittstelle von Konfliktforschung und Friedenspolitik. Von 2000 bis 2011 fungierte sie als stellvertretende Leiterin von deren Forschungseinrichtung (Berghof Forschungszentrum für konstruktive Konfliktbearbeitung). Außerdem verantwortete sie als Programmdirektorin die Südosteuropa-Projekte der Berghof Foundation. Sie war zudem Mitherausgeberin des Berghof Handbook for Conflict Transformation. Zu ihren Themenschwerpunkten zählen unter anderem die „Friedenskonsolidierung“, Rolle der „Zivilgesellschaft“ und der „Umgang mit Vergangenheit in Nachkriegsgesellschaften“. Sie hat mehr als zehn Bücher verfasst oder (mit-)herausgegeben und 300 Fachartikel verfasst.
Von 2001 bis 2011 gehörte sie dem Stiftungsrat der Deutschen Stiftung Friedensforschung an und war für diese auch fünf Jahre im geschäftsführenden Vorstand tätig. Bis 2020 beriet sie die DSF weiterhin als Mitglied des wissenschaftlichen Beirats. 2011 bis 2017 engagierte sie sich als Präsidiumsmitglied des Deutschen Evangelischen Kirchentags (DEKT). Seit April 2016 ist Martina Fischer als Referentin für Frieden und Konfliktbearbeitung bei Brot für die Welt in Berlin tätig, wo sie regelmäßig Blogbeiträge zu friedenspolitischen Themen veröffentlicht und gemeinsam mit ökumenischen Initiativen und NGO-Plattformen außen-, sicherheits- und entwicklungspolitische Prozesse beobachtet.
Martina Fischer lebt in Berlin.

## Schriften
Buchveröffentlichungen (Auswahl)
- mit Centre for Nonviolent Action / Brot für die Welt (Hrsg.) Peacebuilding in South Asia and the Western Balkans. Insights from an Unusual Encounter, Berlin/Belgrad, Januar 2023.
- mit Olivera Simic (Hrsg.): Transitional Justice and Reconciliation – Lessons from the Balkans, London/New York: Routledge, 18. November 2016.
- mit Ines-Janine Werkner (Hrsg.): Europäische Friedensordnungen und Sicherheitsarchitekturen, Politisch-ethische Herausforderungen, Band 3, Berlin: Springer, 2019.
- mit Ljubinka Petrović-Ziemer (Hrsg.): Dealing with the Past in the Western Balkans. Initiatives for Peacebuilding and Transitional Justice in Bosnia-Herzegovina, Serbia and Croatia, Berghof Report 18, Berlin: Berghof Foundation, 2013.
- mit Beatrix Austin und Hans J. Giessmann (Hrsg.): Advancing Conflict Transformation: The Berghof Handbook II (The Berghof Conflict Research). Budrich, 2011.
- mit Volker Rittberger (Hrsg.): Strategies for Peace. Contributions of International Organisations, States and Non-State Actors. Opladen & Farmington Hills 2008.
- (Hrsg.): Peacebuilding and Civil Society in Bosnia-Herzegovina: Ten Years after Dayton. LIT, 2007.
- mit Alex Austin, Norbert Ropers (Hrsg.): Transforming Ethnopolitical Conflict. The Berghof Handbook for Conflict Transformation. Opladen 2004.
- (Hrsg.): Fluchtpunkt Europa. Migration und Multikultur. Suhrkamp, Frankfurt am Main 1998.
- Spaniens ungeliebtes Militär. Legitimitätsdefizite: Öffentliche Meinung, Protestbewegungen und die Reaktionen des Militärapparats (1982-1992). Frankfurt am Main 1996.

Berghof Handbook Dialogue Series
- mit Beatrix Austin (Hrsg.) Transforming War-Related Identities. Berghof Handbook Dialogue Series No. 11, Berlin, 2016.
- mit Beatrix Schmelzle (Hrsg.): Building Peace in the Absence of States: Challenging the Discourse on State Failure, Berghof Handbook Dialogue Series No. 9, Berghof Research Center for Constructive Conflict Management, Berlin, 2009.
- mit Beatrix Schmelzle (Hrsg.): Peacebuilding at a Crossroads. Dilemmas and Paths for another Generation, Berghof Handbook Dialogue Series No. 7, Berghof Research Center for Constructive Conflict Management, Berlin, 2009.
- Civil Society in Conflict Transformation: Ambivalence, Potentials and Challenges. Berghof Handbook Special Edition, Berlin/Colombo: Berghof Research Center for Constructive Conflict Management & Berghof Foundation for Conflict Studies Sri Lanka, 2007.
- mit David Bloomfield und Beatrix Schmelzle (Hrsg.): Social Change and Conflict Transformation, Berghof Handbook Dialogue Series No. 5, Berghof Research Center for Constructive Conflict Management, Berlin, 2006.
- mit David Bloomfield und Beatrix Schmelzle (Hrsg.): New Trends in Peace and Conflict Impact Assessment, Berghof Handbook Dialogue Series 3, Berghof Research Center for Constructive Conflict Management, Berlin, July 2005.
- mit Beatrix Schmelzle (Hrsg.): War Economies and Conflict Transformation, Berghof Handbook Dialogue Series No. 3, Berghof Research Center for Constructive Conflict Management, Berlin, 2005.
- mit Clem Mc Cartney und Oliver Wils (Hrsg.): Security Sector Reform, Berghof Handbook Dialogue Series No. 2, Berghof Research Center for Constructive Conflict Management, Berlin, 2004.
- mit Alex Austin und Oliver Wils (Hrsg.): Peace and Conflict Impact Assessment. Critical Views on Theory and Practice, Berghof Handbook Dialogue Series No. 1, Berghof Research Center for Constructive Conflict Management, Berlin, 2003.

Fachartikel (Auswahl)
- Westen was nun? Lernen aus dem gescheiterten Nationbuilding in Afghanistan, in: Institut für Auslandsbeziehungen (Hrsg.), Kulturreport 2022/23 (i. E.)
- Die Zukunft der EU. Festung oder Friedensprojekt?, in: Perspektive Mediation, Beiträge zur Konfliktkultur, 2/2020, 64–70.
- Friedensprojekt oder „Festung“ Europa? in Evangelische Kirche in Deutschland (Hrsg.): Auf dem Weg zu einer Kirche der Gerechtigkeit und des Friedens. Ein friedenstheologisches Lesebuch. Leipzig: Evangelische Verlagsanstalt, 2019, 159–170.
- Zivile Konfliktbearbeitung und Konflikttransformation, in: Evangelische Kirche in Deutschland (Hrsg.): Auf dem Weg zu einer Kirche der Gerechtigkeit und des Friedens. Ein friedenstheologisches Lesebuch. Leipzig: Evangelische Verlagsanstalt, 2019, 251–260.
- Der liberale Frieden als Paradigma europäischer Politik: Trägt die EU zu einer globalen Friedensordnung bei? in: Ines-Janine Werkner und Martina Fischer (Hrsg.): Europäische Friedensordnungen und Sicherheitsarchitekturen, Politisch-ethische Herausforderungen, Band 3, Berlin: Springer, 2019, 43–68.
- Gerechtigkeit, Recht und Gewaltfreiheit – die Grundfeste einer europäischen Friedensordnung, in: Ines-Janine Werkner und Martina Fischer (Hrsg.): Europäische Friedensordnungen und Sicherheitsarchitekturen, Politisch-ethische Herausforderungen, Band 3, Berlin: Springer, 2019, 163–174.
- Die (Europäische) Union weiterentwickeln, in: Peter Brand, Rainer Braun und Michael Müller (Hrsg.): Frieden! Jetzt! Überall! Ein Aufruf, Frankfurt/M.: Westend Verlag, 2019, 268-74.
- Germany’s Engagement in Development: Struggling with ODA, Migration and Security Interests at the European Level, in: IBON International (Hrsg.): The Changing Faces of Development Aid and Cooperation,  in: The Reality of Aid 2018 Report, Quezon City (Philippines), 2018, 352–360; online at https://www.realityofaid.org/wp-content/uploads/2018/12/Full-Version-RoA-Report-2018-min.pdf.
- Transitional Justice and Reconciliation: Prerequisite or Burden for Conflict Transformation in War-torn Societies?, in: Bruce Dayton und Louis Kriesberg (Hrsg.), Perspectives in Waging Conflicts Constructively, Lanham: Rowman & Littlefield, 2017, 31–50.
- Transitional Justice after violent conflict: the need for accountability, restorative justice and gender-sensitive approaches, in: Tobias Debiel, Thomas Held und Ulrich Schneckener (eds.) Peacebuilding in Crisis, Abington/New York: Routledge 2016, 110–136.
- Struggling with the Legacy of War - Croatia, Serbia and Bosnia-Herzegovina 1995–2015, in: Martina Fischer und Olivera Simic (Hrsg.), Transitional Justice and Reconciliation – Lessons from the Balkans, London / New York: Routledge, 2016, 3–22.
- Dealing with the Past from the Top Down and Bottom Up - Challenges for State and Non-State Actors”, in: Martina Fischer und Olivera Simic (Hrsg.), Transitional Justice and Reconciliation – Lessons from the Balkans, London / New York: Routledge, 2016, 25–60.
- “Dealing with Past Violence as a Long-Term Challenge - Lessons from the Balkans”, in Martina Fischer und Olivera Simic (Hrsg.), Transitional Justice and Reconciliation – Lessons from the Balkans, London / New York: Routledge, 2016, 245–262.
- Transitional Justice and Reconciliation: Theory and Practice, in: Tom Woodhouse, Hugh Miall, Oliver Ramsbotham und Christopher Mitchell (Hrsg.), The Contemporary Conflict Resolution Reader. Cambridge: Polity Press, 2015, 325–333.
- Eine neue Herausforderung – Kultur in der Konflikttransformation und Friedenskonsolidierung, in: Kurt Jürgen Maaß (Hrsg.), Kultur und Außenpolitik. Handbuch für Studium und Praxis. 3. ergänzte und vollständig erweiterte Auflage, Baden-Baden: Nomos, 2015, 169–189.
- Dealing with the Past as a Common Challenge for State Institutions and Civil Society in Bosnia-Herzegovina, Serbia and Croatia, in: Bettina Gruber (Hrsg.) The Yugoslav Example – Violence, War and the Difficult Ways towards Peace, Münster, New York, Berlin: Waxmann Verlag, 2014, 107–125.
- Gegen Trauma und Tabu, in: Institut für Auslandsbeziehungen und Robert Bosch Foundation (Hrsg.), Kultur und Konflikt, Herausforderungen für Europas Außenpolitik, Kulturreport, EUNIC Jahrbuch 2012/2013, Stuttgart 2013, 77–83.
- Friedensdienste. in: Hans J. Gießmann und Bernhard Rinke (Hrsg.), Handbuch Frieden. VS-Verlag, Wiesbaden 2011, 125–137.
- Civil Society in Conflict Transformation - Strength and Limitations, in: Beatrix Austin, Martina Fischer und Hans J. Giessmann (Hrsg.), Advancing Conflict Transformation. The Berghof Handbook II, Opladen & Farmington Hills: Barbara Budrich Verlag, 2011, 287–313.
- Transitional Justice and Reconciliation - Theory and Practice, in: Beatrix Austin, Martina Fischer und Hans J. Giessmann (Hrsg.), Advancing Conflict Transformation. The Berghof Handbook II, Opladen & Farmington Hills: Barbara Budrich Verlag, 2011, 405–430.